# Borisav Jović
Borisav Jović (Batočina, 19 ottobre 1928 – Belgrado, 13 settembre 2021) è stato un politico serbo.

## Biografia
È stato presidente della presidenza della Repubblica Socialista Federale di Jugoslavia dal maggio 1990 al maggio 1991.
Dal maggio 1990 al maggio 1991 è stato anche segretario generale del Movimento dei paesi non allineati.
Dal maggio 1989 al giugno 1992 è stato il rappresentante serbo della Presidenza della Jugoslavia.
Borisav Jović è morto nel 2021 per complicazioni da Covid-19.